# Ruhnama
Ruhnama (ca. Sjælens bog) er en bog skrevet af Saparmurat Nijazov, Turkmenistans tidligere præsident. Bogen består af to bind, det første blev udgivet i 2001 og det andet i 2004, den indeholder forskellige åndelige og moralske retningslinjer samt fortolkninger af landets historie.
Ifølge bogens indledning blev den skrevet med inspiration fra Gud. Bogen er blevet beskrevet som et vigtigt redskab for politisk indoktrinering og opretholdelse af Nijazovs personkult. Bogen kom, efter dens udgivelse, til at spille en central rolle i landets kultur og uddannelsessystem. Bogen er obligatorisk læsning for skolebørn og universitetsstuderende. Alle statens ansatte skal bestå en prøve i bogens indhold, og om lørdagen skal de deltage i diskussioner om bogen. Moskeer er blevet beordret til at udlevere kopier af bogen. Det er blevet rapporteret at en muslimsk leder, der nægtede at dekorere moskéen med citater fra bogen, er blevet idømt fængselsstraf.
Efter Nijazovs død i 2006 har der været håb om at undervisningen i landet kunne vende tilbage til det normale i stedet for at være centreret omkring Ruhnama. Den nye præsident Gurbanguly Berdimuhammedow har gennemført nogle reformer i landet, men det er blevet rapporteret, at han har udtrykt støtte til bogens fortsatte brug i undervisningen. I 2011 ophørte Ruhnama med at være obligatorisk i skolen, men på samme tid har værker af Berdymuchamedov fået en stadig større plads i samfundet, og nogle frygter, at en ny personkult er ved at blive bygget op omkring ham.